# Lol Tolhurst
Laurence Andrew Tolhurst (Horley, 3 de fevereiro de 1959), mais conhecido pelo nome artístico de "Lol" Tolhurst, é um músico, produtor, compositor e autor britânico. Ele foi um membro fundador e ex-baterista e tecladista da banda de rock inglesa The Cure. Ele deixou o Cure em 1989 e mais tarde se envolveu na banda Presence e em seu projeto atual, Levinhurst. Em 2011, ele se reuniu temporariamente com o Cure para vários shows.
Ele publicou seu livro de memórias em 2016, Cured: The Tale of Two Imaginary Boys. O livro relata sua infância em Crawley e sua jornada com The Cure.

## Carreira
Foi baterista dos The Cure desde os tempos de Malice e Easy Cure até 1982 e tecladista até 1989, altura em que foi despedido por Robert Smith.
Em 1983 produziu os primeiros dois singles e o primeiro álbum da banda And Also the Trees.
Após ter sido despedido, formou os Presence, juntamente com Gary Biddles, que anteriormente tinha trabalhado com Simon Gallup nos Fools Dance.
Em 1994, processou Robert Smith e a Fiction Records por direitos sobre o nome The Cure e por direitos financeiros que reclamava para si. Acabou por perder o processo.
No inicio de 2000 formou juntamente com a sua esposa, Cindy Levinson, os Levinhurst.
Pouco tempo antes do seu álbum de estreia ter sido lançado ele confirmou numa entrevista que ele e Robert se tinham reconciliado e que são novamente amigos.
1. ↑  Apter, Jeff (2009). Never Enough: the Story of The Cure. [S.l.]: Omnibus Press. p. 42. ISBN 9780857120243